# TV Amplitude (Guarantã do Norte)
TV Amplitude é uma emissora de televisão brasileira sediada em Guarantã do Norte, cidade do estado de Mato Grosso. Opera nos canais 8 VHF analógico e 38 UHF digital, e é afiliada à Record. Pertence ao Grupo Amplitude de Comunicação, conglomerado de mídia que detêm emissoras de TV em Juara e Juína.

## Programação
Além de retransmitir a programação nacional da Record, a emissora também produz e/ou exibe os seguintes programas:
- Balanço Geral MT Guarantã do Norte, telejornal;
- Cidade Alerta Guarantã do Norte, telejornal;

- Conecta Guarantã, variedades;
- Jornal da Cidade: telejornal, com André Luiz;
- Star Music, variedades;
- Domingo Musical, variedades;
- Programa BIS, variedades, com Silveira Silva;

## Sinal digital
| Canal virtual | Canal digital | Resolução de tela | Programação                                      |
| ------------- | ------------- | ----------------- | ------------------------------------------------ |
| 8.1           | 38 UHF        | SDTV Widescreen   | Programação principal da TV Amplitude / RecordTV |

Em agosto de 2018, a emissora inicia sua transmissão digital após meses de implantação. Foi a primeira emissora do Grupo Amplitude de Comunicação a transmitir em sinal digital.